# Bahnstrecke Beienheim–Schotten
| |                         |                                    |                                    |
| Streckennummer (DB): | 3741                    |                                    |                                    |
| Kursbuchstrecke (DB): | 632, ehemals 193g       |                                    |                                    |
| Kursbuchstrecke: | 169f (1934) 193g (1946) |                                    |                                    |
| Streckenlänge: | 33,4 km                 |                                    |                                    |
| Spurweite: | 1435 mm (Normalspur)    |                                    |                                    |
| |                         |                                    |                                    |
| \| \| \| von Friedberg \| \| \| \| 0,0 \| Beienheim \| Beienheim \| \| \| \| nach Mücke \| \| \| \| 1,7 \| Weckesheim \| Weckesheim \| \| \| 4,0 \| Reichelsheim (Wetterau) \| Reichelsheim (Wetterau) \| \| \| 6,6 \| Gettenau-Bingenheim \| Gettenau-Bingenheim \| \| \| 8,0 \| Echzell \| Echzell \| \| \| \| Horloff \| \| \| \| 10,2 \| Grund-Schwalheim (ehemals Bahnhof) \| Grund-Schwalheim (ehemals Bahnhof) \| \| \| 13,0 \| Ober-Widdersheim Häuserhof \| Ober-Widdersheim Häuserhof \| \| \| \| Geiß-Nidda \| \| \| \| 16,2 \| Bad Salzhausen \| Bad Salzhausen \| \| \| \| von Gießen \| \| \| \| \| \| \| \| \| 19,2 \| Nidda \| Nidda \| \| \| \| nach Gelnhausen \| \| \| \| 21,2 \| Kohden \| Kohden \| \| \| 23,1 \| Unter-Schmitten \| Unter-Schmitten \| \| \| 24,4 \| Ober-Schmitten \| Ober-Schmitten \| \| \| 25,3 \| Eichelsdorf \| Eichelsdorf \| \| \| 28,9 \| Rainrod \| Rainrod \| \| \| 33,4 \| Schotten \| Schotten \| |                         |                                    |                                    |
| Strecke |                         | von Friedberg                      | von Friedberg                      |
| Bahnhof | 0,0                     | Beienheim                          | Beienheim                          |
| Abzweig geradeaus und nach links |                         | nach Mücke                         | nach Mücke                         |
| Haltepunkt / Haltestelle | 1,7                     | Weckesheim                         | Weckesheim                         |
| Bahnhof | 4,0                     | Reichelsheim (Wetterau)            | Reichelsheim (Wetterau)            |
| Haltepunkt / Haltestelle | 6,6                     | Gettenau-Bingenheim                | Gettenau-Bingenheim                |
| Bahnhof | 8,0                     | Echzell                            | Echzell                            |
| Brücke über Wasserlauf |                         | Horloff                            | Horloff                            |
| ehemaliger Dienststation / Betriebs- oder Güterbahnhof | 10,2                    | Grund-Schwalheim (ehemals Bahnhof) | Grund-Schwalheim (ehemals Bahnhof) |
| Haltepunkt / Haltestelle | 13,0                    | Ober-Widdersheim Häuserhof         | Ober-Widdersheim Häuserhof         |
| ehemaliger Bahnhof |                         | Geiß-Nidda                         | Geiß-Nidda                         |
| Haltepunkt / Haltestelle | 16,2                    | Bad Salzhausen                     | Bad Salzhausen                     |
| Abzweig geradeaus und von links |                         | von Gießen                         | von Gießen                         |
| Abzweig geradeaus und ehemals von links · Strecke von rechts (außer Betrieb) |                         |                                    |                                    |
| Bahnhof · Strecke (außer Betrieb) | 19,2                    | Nidda                              | Nidda                              |
| Strecke nach rechts · Strecke (außer Betrieb) |                         | nach Gelnhausen                    | nach Gelnhausen                    |
| Haltepunkt / Haltestelle (Strecke außer Betrieb) | 21,2                    | Kohden                             | Kohden                             |
| Haltepunkt / Haltestelle (Strecke außer Betrieb) | 23,1                    | Unter-Schmitten                    | Unter-Schmitten                    |
| Haltepunkt / Haltestelle (Strecke außer Betrieb) | 24,4                    | Ober-Schmitten                     | Ober-Schmitten                     |
| Haltepunkt / Haltestelle (Strecke außer Betrieb) | 25,3                    | Eichelsdorf                        | Eichelsdorf                        |
| Haltepunkt / Haltestelle (Strecke außer Betrieb) | 28,9                    | Rainrod                            | Rainrod                            |
| Kopfbahnhof Streckenende (Strecke außer Betrieb) | 33,4                    | Schotten                           | Schotten                           |

Die Bahnstrecke Beienheim–Schotten ist eine Bahnstrecke im Horloff- und Niddatal im Wetteraukreis in Hessen. Baulich handelte es sich um zwei unterschiedliche Abschnitte, die im Bahnhof Nidda miteinander sowie mit der 1870 eröffneten Bahnstrecke Gießen–Gelnhausen verbunden waren:
- den 1897 eröffneten und auch als Horlofftalbahn bezeichneten Abschnitt, der im Bahnhof Beienheim von der Bahnstrecke Friedberg–Mücke abzweigt, nach Nidda führt und bis heute in Betrieb ist und
- den Abschnitt von Nidda nach Schotten, in Betrieb von 1888 bis 1959.

Da beide Teilstücke den Bahnhof Nidda von Norden her erreichen, musste für einen durchgehenden Betrieb dort die Fahrtrichtung gewechselt werden.

## Verlauf

### Beienheim–Nidda

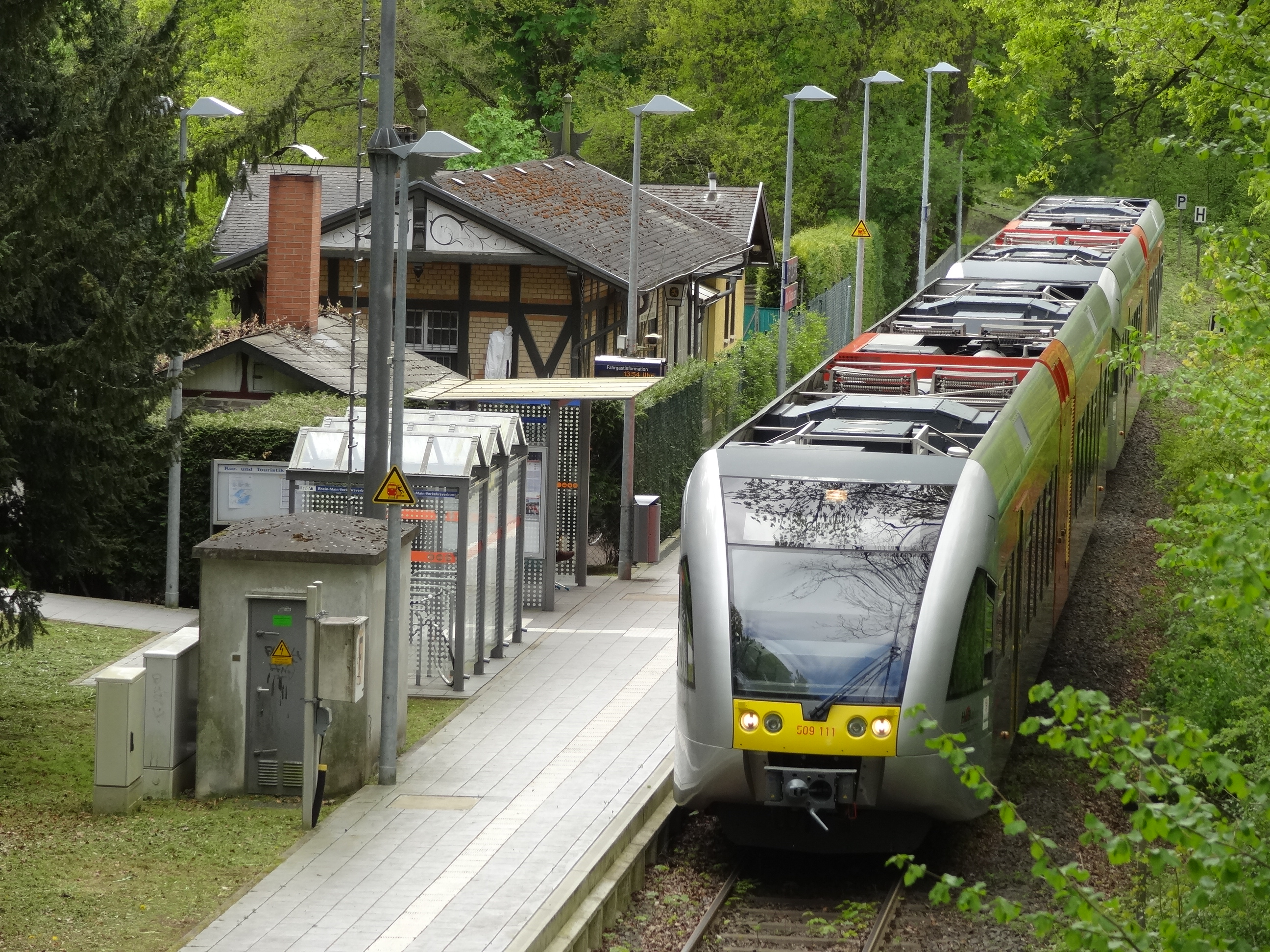
Haltepunkt Bad Salzhausen

Der Verlauf der Strecke beginnt im Westen im Bahnhof Beienheim (Stadt Reichelsheim), wo sie von der Bahnstrecke Friedberg–Mücke (heute nur noch von Friedberg bis Wölfersheim in Betrieb) abzweigt. Bis Reichelsheim verläuft die Bahn, durch das Dorf Weckesheim hindurch, direkt auf der Südseite der Landesstraße 3186/3187 (Weckesheimer Straße und Bad Nauheimer Straße).
In Reichelsheim biegt sie in Richtung Norden ab und verläuft parallel zur Horloff durch die Gemeinde Echzell bis etwas südlich des Dorfs Ober-Widdersheim (Stadt Nidda). Der dortige Haltepunkt „Häuserhof“ liegt nur etwa 750 Meter südlich der Bahnstrecke Gießen–Gelnhausen, zu der die Strecke, nun wieder in östlicher Richtung, bis Nidda in einigem Abstand parallel verläuft. Nach dem Halt im zur Stadt Nidda gehörenden Kurort Bad Salzhausen wird über eine große Rechtskurve der Bahnhof Nidda erreicht. Im Verlauf dieser Kurve münden von links die Bahnstrecke von Gießen und die ehemalige Fortführung nach Schotten ein.
Der gesamte Streckenverlauf von Beienheim bis Nidda liegt im hessischen Wetteraukreis auf dem Gebiet der Gemeinden Reichelsheim und Echzell sowie der Stadt Nidda.

### Nidda–Schotten
Der Abschnitt nach Schotten ist der ältere der beiden Teile. Er wurde bereits 1888, also neun Jahre vor dem Abschnitt Richtung Friedberg, eröffnet, aber 1959/60 stillgelegt und abgebaut. Aus Gründen der Kostenersparnis und des schon bei der Planung absehbaren geringen Verkehrsaufkommens wurde sie in technisch unaufwändiger Weise errichtet. So folgte sie auf fast dem ganzen Verlauf der im Tal des Flusses Nidda von der Stadt Nidda nach Schotten führenden Landstraße, heute ist dies die Bundesstraße 455, meist in unmittelbarer Seitenlage neben dieser. In den erschlossenen Dörfern verkehrte die Eisenbahn sogar ähnlich einer Straßenbahn direkt auf der (in allen Fällen sehr schmalen) Dorfstraße, was aufgrund des Dampfbetriebs eine erhebliche Belastung der Anwohner darstellte. Obwohl die Dörfer zentral durchfahren wurden, konnten wegen der geringen Straßenbreiten die Haltestationen nicht in der Ortsmitte errichtet werden, sondern wurden an den jeweiligen Bebauungsrandlagen gebaut.
Am Nordkopf des Bahnhofs Nidda zweigte die Schottener Strecke nach Osten von der Bahnstrecke Gießen–Gelnhausen ab und verlief westlich der Bundesstraße und auf der Trasse des heutigen Kohdener Wegs bis zur Kreuzung Im Paradies / Hoherodskopfstraße, ab der sie der letzteren auf der linken (westlichen) Straßenseite durch das Dorf Kohden hindurch folgte. Der Haltepunkt Kohden befand sich auf Höhe des Ulfaer Wegs. Außerhalb von Kohden wechselte die Bahn auf die rechte (östliche) Seite der Landstraße. Das folgende Dorf Unter-Schmitten konnte parallel zur Dorfstraße (Brücken-/Vogelsbergstraße) statt direkt über diese erschlossen werden. Im Bereich Brückenstraße / Am Storz ist der ehemalige Trassenverlauf noch als Weg erkennbar. Am Gasthaus „Chausseehaus“ am Nordrand des Ortes befand sich die Haltestelle.
Im nächsten Dorf Ober-Schmitten befanden sich mit zwei Papierfabriken auch gewerbliche Nutzer der Bahnstrecke, die über jeweils einen Gleisanschluss verfügten. Auch hier musste die Strecke direkt durch die enge Dorfstraße verlaufen. Der Haltepunkt lag an ihrem östlichen Ende in Höhe der Papierfabrik SPO. Weiterhin auf der rechten (südöstlichen) Straßenseite folgte die Bahn der Landstraße bis Eichelsdorf und über dessen Dorfdurchgangsstraße bis zum Haltepunkt in Höhe des heutigen Bürgerhauses Eichelsdorf.
Die Bahntrasse zwischen Eichelsdorf und Rainrod rückte etwas vom Verlauf der Landstraße ab und kreuzte diese ungefähr in der Mitte zwischen beiden Dörfern. Der Verlauf ist teilweise noch anhand eines Weges erkennbar. Auch Rainrod wurde nahe der Durchgangsstraße (Frankfurter Straße) durchquert, allerdings befand sich auch hier der Haltepunkt am östlichen Ortsrand, nun wieder auf der südlichen Straßenseite, östlich der Einmündung der Brückenstraße. Auf der Südseite der Landstraße, am Nordufer des heutigen, erst nach dem Abbau der Bahnstrecke angelegten Niddastausees entlang, wurde schließlich der Endbahnhof in der Stadt Schotten erreicht. Der Bahnhof lag zwischen dem Flüsschen Nidda und der heutigen Bundesstraße in Höhe des Taubenwegs, sein Güterschuppen ist noch vorhanden und wird gewerblich genutzt.
Die Dörfer Kohden, Unter- und Ober-Schmitten sowie Eichelsdorf gehören heute zur Stadt Nidda im Wetteraukreis; Rainrod gehört zur Stadt Schotten im Vogelsbergkreis.

## Geschichte

### Beienheim–Nidda

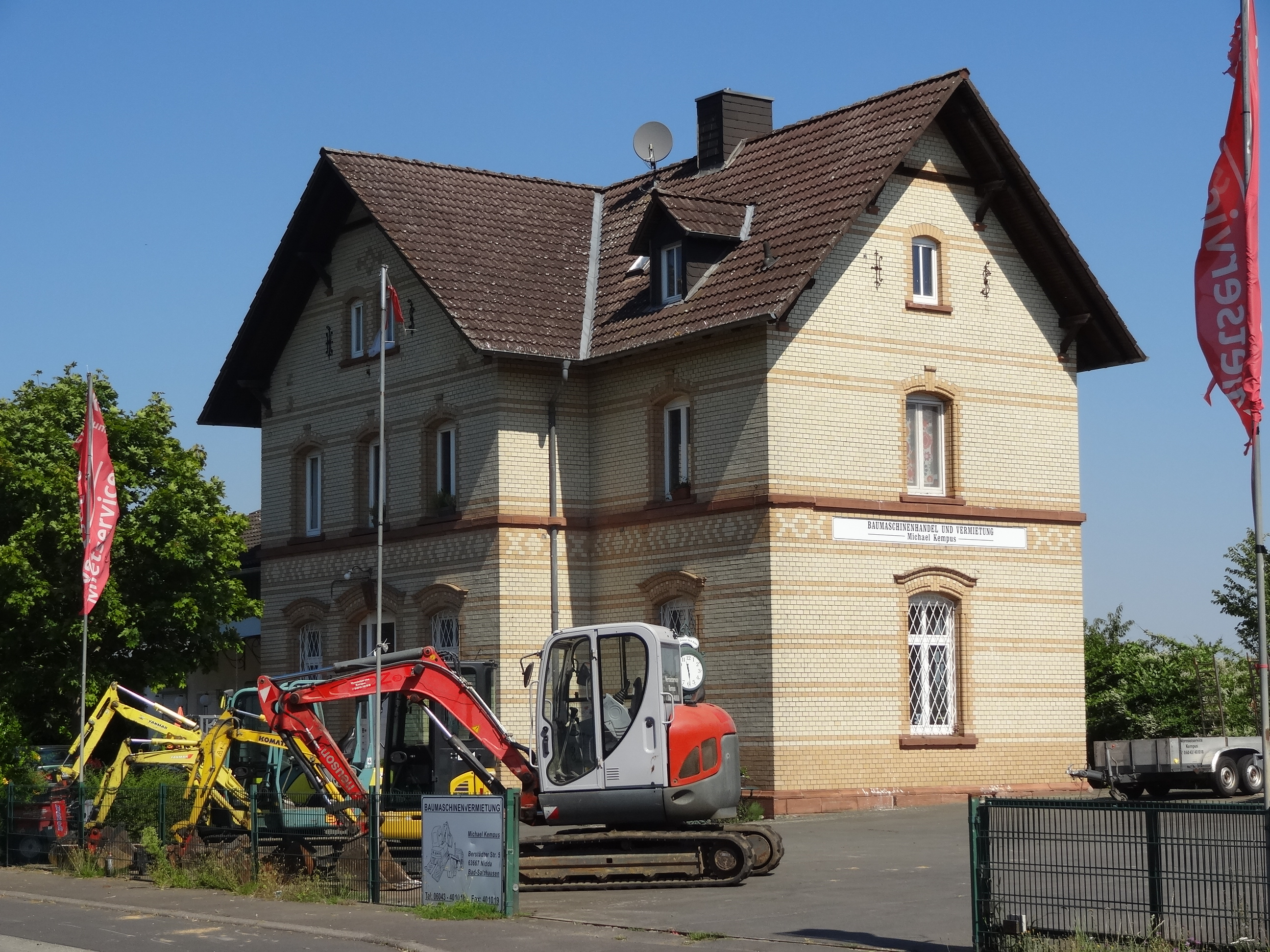
Ehemaliger Bahnhof Geiß-Nidda

Geplant und betrieben wurde die Strecke ursprünglich von den Großherzoglich Hessischen Staatseisenbahnen / Preußisch-Hessische Eisenbahngemeinschaft. Baubeginn war am 20. September 1895. Die Bahn wurde am 1. Oktober 1897 eröffnet. Geplant, aber nie realisiert, war der zweigleisige Ausbau der Strecke.
Der Güterverkehr war früher bedeutend und speiste sich aus der Landwirtschaft der Wetterau. Besonders hinzuweisen ist hier auf die Zuckerrübenverladung zur Zuckerraffinerie in Friedberg (bis 1982). Darüber hinaus wurde zwischen 1804 und 1949 Braunkohle bei Geiß-Nidda gefördert. Auch das Kraftwerk Wölfersheim und die Salzgewinnung in Bad Salzhausen brachten Verkehr auf die Bahn. Von 1982 bis 1995 wurden in Grund-Schwalheim jährlich etwa 120.000 Tonnen Restmüll verladen. Zwei Züge täglich fuhren nach Friedberg und wurden dort für die Weiterfahrt vereinigt. Dazu musste der sehr marode Oberbau, der teils Langsamfahrstellen mit 10 bis 30 km/h verursachte, modernisiert werden.

### Nidda–Schotten
Der Abschnitt Nidda–Schotten wurde bereits am 26. Mai 1888 eröffnet. Aufgrund der Trassierung durch enge Dorfstraßen stellte die Bahn vom ersten Tag ein Verkehrshindernis und Unfallrisiko dar, was spätestens seit Beginn der Massenmotorisierung in den späten 1950er Jahren als nicht mehr akzeptabel angesehen wurde. Der Personenverkehr wurde deshalb zum 29. November 1959 eingestellt und die Bahn in Schotten und den anliegenden Dörfern feierlich verabschiedet. Der Güterverkehr wurde noch bis Februar 1960 betrieben, wegen mangelnder Nachfrage wurde auch er eingestellt. Schließlich wurde die Strecke wenige Monate nach der kompletten Stilllegung demontiert.

## Stationsgebäude
Die Stationsgebäude entlang der Strecke folgen einem Standardentwurf als Einheitsbahnhof der Hessischen Staatseisenbahn. Aus praktischen Gründen griffen die großen Bahngesellschaften bei den Stationsgebäuden gerne auf einheitliche Entwürfe und Architekturelemente zurück. Der typische Grundentwurf für Nebenbahn-Stationen bestand aus Klinkern und hatte einen T- oder L-förmigen Baukörper mit zwei Geschossen. Im Obergeschoss befand sich eine Dienstwohnung, unten der Eingangs- und Wartebereich sowie der Dienstraum. Angesetzt war immer ein parallel zum Gleis stehender Güterschuppen für Stückgüter. Die Ausrichtung des Gebäudes zum Bahnsteig hin und die Größe der angebauten Güterschuppen konnten, je nach örtlichen Gegebenheiten, variiert werden.
Die Einheitsbahnhöfe sind als zweifarbiger Gelbklinkerbau gestaltet. Zu den gelben Klinkern im Kreuzverband wurden rotbraune Klinker als Ornamente für Friesbänder und Gesimse ergänzt. Die Sockel bestanden aus Sandstein und auch die Fensterlaibungen sind aus rotem Sandstein. Die Satteldächer sind auf den Giebelseiten mit herausragendem Gespärre in Holz unterfangen, die allerdings örtlich variieren. Ursprünglich war am Giebel des Querbaus eine bogenförmige Holzunterfangung im Schweizerstil angebracht, die meist nicht mehr erhalten ist.
Der Bahnhof Reichelsheim fand seinen Weg in das Programm eines Modelleisenbahn-Herstellers: Kibri bietet den Bahnhof in Nenngröße H0 (Art. Nr. 39492) an. Allerdings ist das Modell spiegelverkehrt zum Gleis und in nicht vorbildgerechtem roten Ziegelwerk.

## Betrieb heute

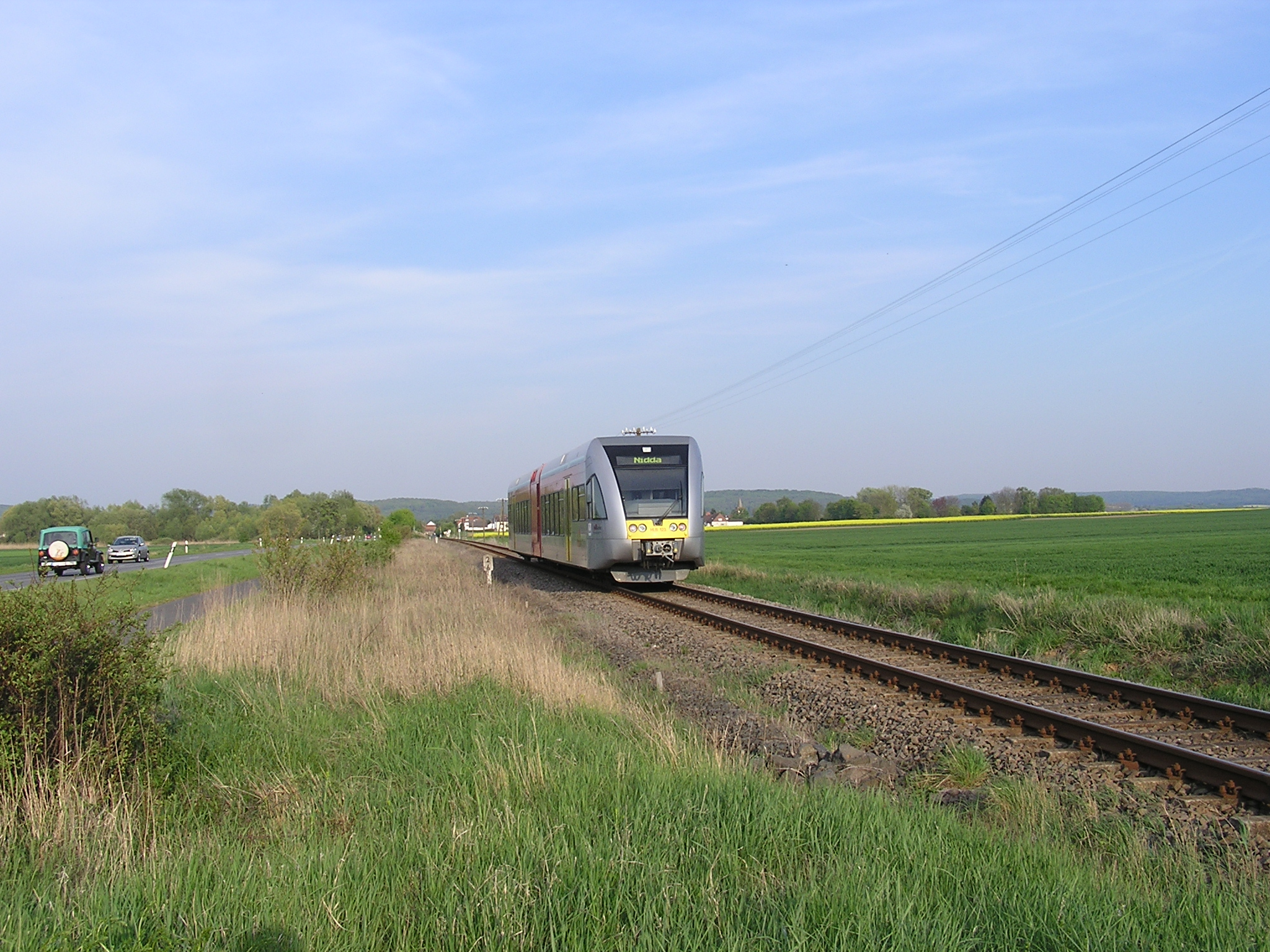
GTW 2/6 kurz vor Reichelsheim

Die Strecke liegt im Rhein-Main-Verkehrsverbund (RMV). Sie wird von der HLB Hessenbahn GmbH, Standort Butzbach (bis 2005 der Tochterbetrieb Butzbach-Licher Eisenbahn) bedient. In der Hauptverkehrszeit verkehren auf der Strecke durchgehende Züge von und nach Frankfurt (Main) Hauptbahnhof. Zwei dieser Züge werden lokbespannt als Regional-Express-Züge von der DB Regio Mitte mit einer Lok der Baureihe 245 mit Doppelstockwagen, ein Zug mit den auch ab Friedberg verkehrenden GTW 2/6 in Mehrfachtraktion durch die HLB in Richtung Nidda bedient.
Der Güterverkehr spielt nach Wegfall der Abfallverladung des Wetteraukreises in Grund-Schwalheim sowie des Niedergangs der holzverarbeitenden Industrie in Nidda heute eine untergeordnete Rolle. Jedoch erhielt die Firma Pfleiderer, welche sich im ehemaligen Hornitex-Werk befand, bis zur Schließung im Sommer 2011 noch regelmäßig über das Anschlussgleis Kesselwagen als Übergabe.
Die einzigen beiden Unterwegsbahnhöfe Reichelsheim und Echzell, in denen noch Zugkreuzungen möglich sind, werden im Zugleitbetrieb betrieben. Bis 2010 musste bei Kreuzungen das Zugpersonal des zuerst einfahrenden Zugs in einem Betonhäuschen auf dem Bahnsteig die seilzugbediente Weiche stellen und über ein Lichtsignal an der Trapeztafel an der Bahnhofseinfahrt das Signal Kommen (Zp 11) geben. Seit 2010 sind beide Bahnhöfe mit Rückfallweichen ausgestattet, was keine manuelle Bedienung mehr erfordert und auf den in diesem Zuge modernisierten Bahnsteigen den Richtungsbetrieb einführte. Am 17. August 2012 entgleiste auf einer der Reichelsheimer Weichen eine Mehrfachtraktion GTW 2/6 und beschädigte dabei auf 100 Metern die Gleise. Beienheim besitzt noch ein besetztes mechanisches Stellwerk. In Nidda wurde im April 2017 das ESTW-A (an ESTW-Z Altenstadt angeschlossen) als Ersatz für zwei mechanische Stellwerke in Betrieb genommen.